# سانتي كيويستا
سانتي كيويستا (بالإسبانية: Santiago Cuesta Diaz)‏ هو لاعب كرة قدم إسباني في مركز الدفاع، ولد في 11 أغسطس 1971 في أفيليس في إسبانيا. شارك مع منتخب إسبانيا تحت 18 سنة لكرة القدم ومنتخب إسبانيا تحت 19 سنة لكرة القدم ومنتخب إسبانيا تحت 20 سنة لكرة القدم ومنتخب إسبانيا تحت 21 سنة لكرة القدم ومنتخب إسبانيا تحت 23 سنة لكرة القدم. أما مع النوادي، فقد لعب مع إسبانيول وريال بلد الوليد ب وريال بلد الوليد ونادي ديبورتيفو طليطلة ونادي سبتة ونادي كاستييون.

## وصلات خارجية
- سانتي كيويستا على موقع الاتحاد الدولي (مؤرشف)  (الإنجليزية)
- سانتي كيويستا على موقع قاعدة بيانات كرة القدم.إي يو (الإنجليزية)